# Kevin Lankford
Kevin Lankford (* 16. November 1998 in Biberach an der Riß) ist ein deutsch-amerikanischer Fußballspieler, der seit August 2024 beim Regionalligisten BFC Dynamo unter Vertrag steht.

## Karriere

### Verein
Lankford begann im Alter von dreieinhalb Jahren mit dem Vereinsfußball beim VfB Ulm, wo er – zwei Jahre jünger als seine Mitspieler – sich der Bambini-Mannschaft anschloss, und wechselte später in die U11-Mannschaft des SSV Ulm 1846. Vor dort wechselte er im Jahr 2015 in die Jugend des 1. FC Heidenheim. Mit der U19 gewann er die Meisterschaft in der A-Junioren-Oberliga und stieg in die A-Junioren-Bundesliga auf. Im Februar 2017 rückte er in den Profikader der Schwaben auf. Sein Profidebüt in der 2. Bundesliga absolvierte Lankford am 12. März 2017 beim 1:1 gegen den 1. FC Kaiserslautern.
Nach insgesamt 30 Zweitligaeinsätzen für die Heidenheimer wechselte Lankford in der Wintertransferperiode der Zweitligasaison 2018/19 zum Ligakonkurrenten FC St. Pauli, wo er einen bis 2022 gültigen Vertrag unterzeichnete. Im Januar 2021 wurde er bis Saisonende an den Drittligisten SV Wehen Wiesbaden verliehen. Lankford kehrte jedoch nicht mehr zu den Hamburgern zurück und schloss sich fest den Wiesbadenern an. Für diese lief der Deutsch-Amerikaner in 36 Liga-Spielen auf und erzielte dabei 5 Treffer.
Für die Saison 2022/23 wurde Lankord vom FC Viktoria Köln verpflichtet, mit denen er auf Platz 9 der Tabelle abschloss und den Mittelrheinpokal gewann. 
Im Sommer 2023 wurde er für den Rest der Spielzeit in die zweitklassige USL Championship zum Orange County SC ausgeliehen. Mit den Kaliforniern beendete er die Spielzeit auf Platz 2 und rückte in den Conference-Playoffs bis ins Halbfinale vor. Für die Regionalliga-Rückrunde 2023/24 wechselte Lankord zu den Kickers Offenbach, mit denen er auf Tabellenplatz 11 abschloss.
Im August 2024 schloss sich Lankford dem BFC Dynamo in der Regionalliga Nordost an. Für die Hohenschönhausener lief er in 26 Ligaspielen auf und erreichte den 8. Tabellenplatz. Zudem gewann er 2025 den Landespokal.
Ende Mai 2025 unterschrieb Lankford einen Zweijahresvertrag beim FC Carl Zeiss Jena.

## Nationalmannschaft
Im Juli 2016 nahm Lankford mit der US-amerikanischen U-20-Nationalmannschaft am COTIF-Turnier in Spanien teil und erzielte dort in drei Einsätzen einen Treffer. Dieser fiel bei der 1:3-Niederlage gegen Bahrain, die USA schied in der Gruppenphase aus. 

## Erfolge
- Hessenpokalsieger: 2021, 2024
- Mittelrheinpokalsieger: 2023
- Berliner Landespokalsieger: 2025